# Дурная биология
«Дурная биология» (англ. Bad Biology) — фильм американского режиссёра Фрэнка Хененлоттера, известного также по фильмам «Существо в корзине» (1982 год) и «Франкеншлюха» (1990 год). Как и большинство его лент, «Дурная биология» отличается натуралистичностью на грани сплэттера и порнографии, небольшим бюджетом, и малоизвестными актёрами (по данным IMDb, и для Чарли Даниэльсон, и для Энтони Снида, роли в этом фильме единственные в их актёрской карьере).

## Сюжет
«Дурная биология» — история парня и девушки с анатомическими аномалиями: Дженнифер (Чарли Даниэльсон), которая родилась с семью клиторами, и Батца (Энтони Снид), член которого способен существовать отдельно от него.
Для многих мужчин физическая близость с Дженнифер заканчивается увечьями, или даже смертью. Также, спустя несколько часов после каждого сексуального контакта, девушка рожает ребёнка-уродца, но сразу убивает его, или просто оставляет без ухода, и он погибает сам.
Половая зрелость у Дженнифер наступила в пять лет, и уже многие годы она безуспешно ищет идеального для неё мужчину. Но её идеалом оказывается не человек, а его часть: в очередной раз сбежавший от Батца член…

## В ролях
Чарли Даниэльсон — Дженифер
Энтони Снид — Батц
В эпизодических ролях также снялись: J-Zone, Remedy, Криста Айн, Reef the Lost Cauze, Джон А. Торберн, Джеймс Гликенхаус и Елена Йенсен.